# Оборонно-промисловий комплекс
Оборо́нно-промисло́вий ко́мплекс (ОПК; також воє́нно-промисло́вий або військо́во-промисло́вий комплекс (ВПК)) — сукупність взаємопов'язаних та взаємозалежних промислових підприємств, науково-дослідних центрів, державних установ і організацій, які забезпечують військові потреби держави, виготовляють товари військового та подвійного призначення та все необхідне для їхнього виробництва.
Також це поняття стосується суспільного феномена, що означає збіг інтересів керівництва військових корпорацій, вищого командного складу збройних сил і державних високопосадовців, що призводить до лобіювання бізнес-інтересів військової промисловості на найвищому державному рівні та посилення її впливу на суспільні процеси.

## Термін
Оригінальне поняття «військово-промисловий комплекс» (англ. military–industrial complex) використав у своєму прощальному зверненні 17 січня 1961 року президент США Дуайт Ейзенхауер:
|  | […] Єднання між колосальним військовим апаратом і великою воєнною промисловістю — щось нове в історії Америки […] Ми повинні в наших державних справах бути обережними, щоб цей військово-промисловий комплекс у своєму розвиткові не вийшов з-під нашого контролю […] |

В СРСР термін «воєнно-промисловий комплекс» використовувався тільки щодо капіталістичних країн і лише в негативному сенсі.
В Україні на законодавчому рівні закріплено термін «оборонно-промисловий комплекс». Аналогічний термін використовується і в Росії.

## Історія
ВПК уперше виникли у США і СРСР у період Холодної війни, коли за відсутності активних воєнних дій між ними розгорнулися безпрецедентні перегони озброєнь, і на перший план виступив такий чинник могутності, як спроможність розробляти й виготовляти значні кількості озброєння і військової техніки на сучасному рівні.
У 1959 році вартість виробів військового призначення в Радянському Союзі приблизно втричі перевищувала вартість цивільної продукції, і це співвідношення мало змінювалося до кінця існування СРСР, тоді як у США співвідношення було приблизно 50 на 50 і поступово змінювалося на користь цивільної продукції.
На відміну від США, де навіть у регулюванні ВПК певна роль відводилася ринковим принципам, у СРСР існувала жорстка централізована система планування й управління ВПК, в якій головним планувальним органом виступав оборонний відділ Державного комітету планування народного господарства, контрольним — Державна комісія РМ СРСР з воєнно-промислових питань, а виконавчим —  9 міністерств.
Зменшення міжнародної напруги з середини 1980-х років змусило уряди СРСР і США реформувати ВПК. У СРСР ці реформи звелися переважно до конверсії (переведення оборонних підприємств на випуск цивільної продукції), що обернулося кризою у ВПК й обвалом виробництва в суміжних галузях промисловості.
У США та інших індустріально розвинутих країнах магістральним напрямом реформування ВПК стала диверсифікація (розширення номенклатури товарів і послуг) воєнних компаній шляхом інтеграції з іншими компаніями, в тому числі й цивільними. Так, із 50 великих аерокосмічних корпорацій США (станом на 1982 рік) після інтеграційних процесів залишилося 5 (1998 рік). У Західній Європі 30 аерокосмічних корпорацій (1982 рік) об'єдналися в 5 (2000 рік). У той час в СРСР, а згодом – у пострадянських державах, було накладено законодавчі обмеження на інтеграцію у ВПК з політичних мотивів, як побоювання консолідації консервативних «червоних директорів».
Результатом перетворень ВПК в індустріально розвинутих країнах став перехід до моделі високотехнологічного комплексу (ВТК), за якої колишні воєнні корпорації, значно збільшившись у розмірах і довівши частку цивільної продукції у своїх замовленнях до рівня не менше 50 %, упевнено відчувають себе в умовах скорочення державних воєнних замовлень і світового ринку ОВТ.

### Україна
Український оборонно-промисловий комплекс (поняття ОПК стало використовуватися замість ВПК з огляду на неагресивний характер зовнішньої політики України) виник як уламок ВПК СРСР і на початок 1990-х років складався з близько 700 промислових об'єднань і наукових організацій із загальною чисельністю робітників у понад 1,5 млн осіб. Істотною проблемою була залежність ОПК України від країн СНД і від їхніх замовлень, насамперед РФ — за різними видами ОВТ від 40 до 95%. Наприкінці 1990-х років спроможність ОПК самостійно забезпечити потреби ЗСУ становила 5–7 %). Необхідність розбудовувати державні інституції та розв'язувати економічні проблеми значно обмежувала можливості реформування ОПК. Економічна криза, яка паралізувала внутрішній ринок, унеможливила проведення реформ. В результаті ОПК зазнав глибокої кризи та поступово почав перетворюватися з передового сектору промисловості на тягар для економіки країни.
Певні позитивні зрушення намітилися з початку 2000-х років. Указом Президента України від 5 березня 2002 року затверджено Концепцію структурної перебудови ОПК України — один з перших державних актів незалежної України, що сформулював стратегічні засади оборонно-промислової політики.

## Споріднені поняття
- Промисловий комплекс[en] — ширший термін, що означає залучення бізнесу в соціальні та політичні сфери життя держави.
- Військово-розважальний комплекс[en] — поняття, що розглядає залучення сфери розваг у ВПК.
- Військово-промислово-медійний комплекс[en] — поняття, що розглядає залучення медіа у ВПК.
- Військово-цифровий комплекс[en] — подібне поняття щодо кібервійни.